# 两河口会议
两河口会议是1935年6月26日在四川懋功（今小金县）两河口召开的一次中国共产党中央政治局扩大会议。两河口会议会址现已列为全国重点文物保护单位。
1935年6月12日，中央红军（红一方面军）向北翻越夹金山，在懋功达维与红四方面军先头部队会师。6月26日，中共中央在懋功北部两河口举行了政治局扩大会议，以商讨两军会师后的战略方针问题。会议由张闻天主持。出席会议的有毛泽东、周恩来、朱德、博古、王稼祥、张国焘、刘少奇、邓发、凯丰等，以及各主要军事领导人。会议正式通过了《关于一、四方面军会合后战略方针的决定》。决定指出：“在一、四方面军会合后，我们的战略方针是集中主力向北进攻，在运动战中大量消灭敌人，首先取得甘肃南部，以创造川陕甘苏区根据地，使中国苏维埃运动放在更巩固更广大的基础上，以争取中国西北各省以至全中国的胜利。”“为了实现这一战略方针，在战役上必须首先集中主力消灭与打击胡宗南军，夺取松潘与控制松潘以北地区，使主力能够胜利的向甘南前进。”会议后, 中共中央率红军主力自懋功一带继续北上。